# Stephan Grossmann

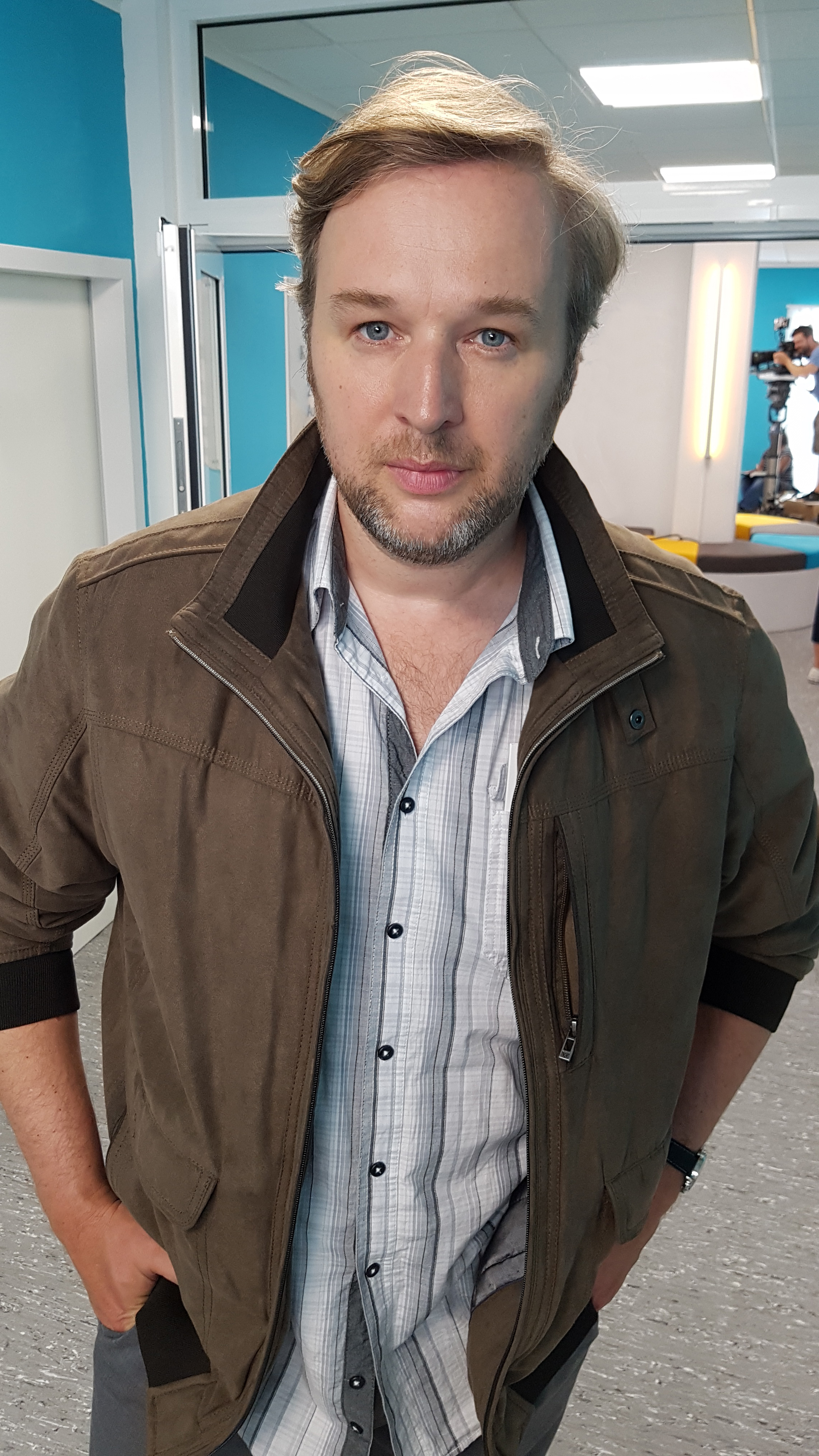
Stephan Grossmann (2018)

Stephan Grossmann (* 2. September 1971 in Dresden) ist ein deutscher Schauspieler.

## Leben

### Familie und Privates
Stephan Grossmann ist Sohn einer Lehrerfamilie und wuchs in Moritzburg bei Dresden auf. Er ist mit einer Ärztin verheiratet, hat eine Tochter aus einer früheren Beziehung und lebt in Berlin-Pankow. Er ist Mitglied der Deutschen Filmakademie und des BFFS.

### Ausbildung und Theater
Nach seiner Schulausbildung absolvierte Grossmann eine kaufmännische Lehre. Nach dem Mauerfall begann er 1990 sein Schauspielstudium an der Hochschule für Film und Fernsehen „Konrad Wolf“ in Potsdam-Babelsberg, das er 1994 abschloss. 1992 erhielt er den Darstellerpreis vom Bundesministerium für Kultur und Wissenschaft zum Treffen aller deutschsprachigen Schauspielschulen in Berlin. Seit 1993 war er unter anderem als Theaterschauspieler am Berliner Ensemble, Schauspiel Frankfurt bei Peter Eschberg, Schauspiel Leipzig bei Wolfgang Engel, Deutschen Theater Berlin bei Thomas Langhoff, Düsseldorfer Schauspielhaus bei Anna Badora, Deutschen Schauspielhaus bei Tom Stromberg und zuletzt am Deutschen Nationaltheater Weimar bei Hasko Weber beschäftigt. Im Schauspiel Frankfurt begann eine langjährige Zusammenarbeit mit dem Regisseur Jürgen Gosch. In der gemeinsamen Arbeit entstanden mehr als zehn Inszenierungen. Zuletzt spielte er in dessen Inszenierungen in Maxim Gorkis Sommergästen, Roland Schimmelpfennigs Ambrosia, William Shakespeares Ein Sommernachtstraum.

### Film und Fernsehen
Neben der Theaterarbeit wird Grossmann auch zunehmend in Fernsehfilmen und Kinofilmen verpflichtet. Seine erste markante Fernsehhauptrolle spielte er 2008 in dem Polizeiruf 110: Geliebter Mörder unter der Regie von Christiane Balthasar und 2009 als der junge Helmut Kohl in Der Mann aus der Pfalz unter der Regie von Thomas Schadt. Es folgen weitere Auftritte in einigen Serien wie von 2010 bis 2018 in Weissensee unter der Regie von Friedemann Fromm und Fernsehfilme, unter anderem Das Glück ist eine ernste Sache von Hermine Huntgeburth und München 72 – Das Attentat, in dem er den ehemaligen Bundesinnenminister Hans-Dietrich Genscher spielte. Unter der Regie von Jessica Hausner war er 2013 im Kinofilm Amour Fou als liebender, aber seine Gefühle beherrschender Ehemann zu sehen, der in Cannes 2014 Premiere feierte und die Viennale in Wien eröffnete. Im selben Jahr stand Grossmann auch für den Kinofilm Freistatt vor der Kamera, wo er den strengen Hausvater „Wilde“ gibt. 2014 spielte er für das ZDF in der Dokumentation Fürst Pückler: Playboy, Pascha, Visionär und war unter anderem im Film Marry Me & Family als indischer Priester zu sehen.
2015 bekam Grossmann mehrere feste und wiederkehrende Rollen in Film- und Fernsehreihen, wie etwa in Hotel Heidelberg. Im Rahmen der Fernsehreihe Familie Bundschuh ist Grossmann seit 2015 als Hans-Dieter „Hadi“ Schultze neben Eva Löbau, die seine Filmehefrau Rose spielt, in einer der festen Hauptrollen in den Verfilmungen von Andrea Sawatzkis Romanen rund um Gundula und Gerald Bundschuh zu sehen. Seit Mai 2018 steht er als Kommissariatsleiter Grimm an der Seite von Yvonne Catterfeld und Götz Schubert für die ARD-Donnerstagskrimi-Reihe Wolfsland vor der Kamera.

## Filmografie (Auswahl)

### Kino
- 1993: Der Kinoerzähler
- 2006: Knallhart
- 2009: Salami Aleikum
- 2010: Interview (Kurzfilm)
- 2011: Über uns das All
- 2013: Rindvieh à la Carte
- 2012: Bis zum Horizont, dann links!
- 2013: König von Deutschland
- 2014: Amour Fou
- 2014: Miss Sixty
- 2014: Schmitke
- 2015: Freistatt
- 2015: Marry Me! – Aber bitte auf Indisch
- 2015: Der Staat gegen Fritz Bauer
- 2015: Er ist wieder da
- 2016: Allein gegen die Zeit – Der Film
- 2017: Casting
- 2017: In Zeiten des abnehmenden Lichts
- 2017: Die Anfängerin
- 2017: Vorwärts immer!
- 2020: Exil
- 2025: Wilma will mehr

### Fernsehen
- 1994: SOKO München (Fernsehserie, Folge Das Danzig Dreieck)
- 2002: Das beste Stück
- 2004: Prinzessin macht blau
- 2005: Was Sie schon immer über Singles wissen wollten
- 2006: Geile Zeiten
- 2007: Allein unter Töchtern
- 2007: GG 19 – Deutschland in 19 Artikeln
- 2007: Doktor Martin (Fernsehserie, 2 Folgen)
- 2007: Kuckuckszeit
- 2007: Der Dicke/Die Kanzlei (Fernsehserie, Folge Schlafende Hunde)
- 2008: Stolberg (Fernsehserie, Folge Freund und Helfer)
- 2008: Polizeiruf 110: Geliebter Mörder (Fernsehreihe)
- 2008: Wilsberg: Royal Flush (Fernsehreihe)
- 2008: Tatort: Salzleiche (Fernsehreihe)
- 2008, 2012: Großstadtrevier (Fernsehserie, verschiedene Rollen, 2 Folgen)
- 2008, 2013: Küstenwache (Fernsehserie, verschiedene Rollen, 2 Folgen)
- 2009: Commissario Laurenti – Totentanz (Fernsehreihe)
- 2009: Für meine Kinder tu’ ich alles
- 2009: Der Kriminalist (Fernsehserie, Folge Zwischen den Welten)
- 2009: Haus und Kind
- 2009: Das Glück ist eine ernste Sache
- 2009: Der Mann aus der Pfalz
- 2009: Flemming (Fernsehserie, Folge Das hohe Lied)
- 2009–2022: In aller Freundschaft (Fernsehserie, verschiedene Rollen, 5 Folgen)
- 2010: Liebe und andere Delikatessen
- 2010: Mein Song für dich
- 2010: Zwei für alle Fälle – Ein Song für den Mörder
- 2010: Die Akte Golgatha
- 2010: Westflug – Entführung aus Liebe
- 2010: Polizeiruf 110: Risiko
- 2010–2013: SOKO Köln (Fernsehserie, verschiedene Rollen, 3 Folgen)
- 2010–2018: Weissensee (Fernsehreihe, 23 Folgen)
- 2010–2019: SOKO Leipzig (Fernsehserie, verschiedene Rollen, 3 Folgen)
- 2011: Der letzte Bulle (Fernsehserie, Folge Alle Wege führen zum Du)
- 2011: Danni Lowinski (Fernsehserie, Folge Tabu)
- 2011: Krimi.de (Fernsehserie, Folge Schuldig)
- 2011: Polizeiruf 110: …und raus bist du!
- 2011: Ein guter Sommer
- 2011: Rosa Roth – Bin ich tot? (Fernsehreihe)
- 2011: Rindvieh à la Carte
- 2011: Schmidt & Schwarz
- 2011: Ein starkes Team: Am Abgrund (Fernsehreihe)
- 2011: Tatort: Der Tote im Nachtzug
- 2011, 2020: Notruf Hafenkante (Fernsehserie, verschiedene Rollen, 2 Folgen)
- 2011–2020: SOKO Stuttgart (Fernsehserie, verschiedene Rollen, 3 Folgen)
- 2012: Zum Kuckuck mit der Liebe
- 2012: München 72 – Das Attentat
- 2012: Und alle haben geschwiegen
- 2012: Mann kann, Frau erst recht
- 2012: Wilsberg: Halbstark
- 2012: Tatort: Dinge, die noch zu tun sind
- 2012–2014: Heiter bis tödlich: Alles Klara (Fernsehserie, 20 Folgen)
- 2012, 2018: Letzte Spur Berlin (Fernsehserie, verschiedene Rollen, 2 Folgen)
- 2013: Der Staatsanwalt (Fernsehserie, Folge Eine mörderische Story)
- 2013: Marie Brand und die offene Rechnung (Fernsehreihe)
- 2013: Bella Block: Hundskinder (Fernsehreihe)
- 2013: Donna Leon – Auf Treu und Glauben (Fernsehreihe)
- 2013: Unter Verdacht: Türkische Früchtchen (Fernsehreihe)
- 2013: Tatort: Die Fette Hoppe
- 2013, 2020: Sekretärinnen – Überleben von 9 bis 5 (Fernsehserie, 12 Folgen)
- 2014: Ohne Dich
- 2014: Stubbe – Von Fall zu Fall: Der König ist tot (Fernsehreihe)
- 2014: Heldt (Fernsehserie, Folge Clowns)
- 2014: Ein Reihenhaus steht selten allein (Fernseh-Zweiteiler)
- 2014: Die Toten von Hameln
- 2014: Die letzten Millionen
- 2014: Der Tatortreiniger (Fernsehserie, Folge Damit muss man rechnen)
- 2014: Fürst Pückler: Playboy, Pascha, Visionär
- 2015: Die Chefin (Fernsehserie, Folge Treibjagd)
- 2015: Eins ist nicht von dir
- seit 2015: Familie Bundschuh (Fernsehreihe)
  - 2015: Tief durchatmen, die Familie kommt
  - 2017: Von Erholung war nie die Rede
  - 2018: Ihr seid natürlich eingeladen
  - 2019: Wir machen Abitur
  - 2020: Familie Bundschuh im Weihnachtschaos
  - 2021: Woanders ist es auch nicht ruhiger
  - 2022: Unter Verschluss
  - 2023: Bundschuh vs. Bundschuh
- 2016: Morgen hör ich auf (Fernsehserie, 4 Folgen)
- 2016: Familie Braun (Fernsehserie, Folge Deutschunterricht)
- 2016: Ein starkes Team: Tödliche Botschaft
- 2016: Mitten in Deutschland: NSU – Die Opfer – Vergesst mich nicht (Trilogie, Teil 2)
- 2016: Krauses Glück
- 2016: Gutes Wedding, schlechtes Wedding (Fernsehserie, 6 Folgen)
- 2016, 2020: Der Alte (Fernsehserie, verschiedene Rollen, 2 Folgen)
- 2016–2019: Hotel Heidelberg (Fernsehreihe) → siehe Besetzung
- 2017: Wilsberg: Der Betreuer
- 2017: Der Bergdoktor: Abstoßungsreaktion (Fernsehreihe)
- 2017: Ein Schnupfen hätte auch gereicht
- 2017: Von Erholung war nie die Rede
- 2017: Harter Brocken: Die Kronzeugin (Fernsehreihe)
- 2017: Tatort: Nachbarn
- 2017: Tatort: Der Fall Holdt
- 2017: Das Kindermädchen: Mission Mauritius (Fernsehreihe)
- 2018: Frühling: Wenn Kraniche fliegen (Fernsehreihe)
- 2018: Morden im Norden (Fernsehserie, Folge Schwere Zeiten)
- 2018: Tatort: Meta
- seit 2018: Wolfsland (Fernsehreihe)
  - 2018: Irrlichter
  - 2019: Das heilige Grab
  - 2019: Heimsuchung
  - 2020: Kein Entkommen
  - 2020: Das Kind vom Finstertor
  - 2021: Die traurigen Schwestern
  - 2022: 20 Stunden
  - 2023: Das schwarze Herz
- 2019: Unterm Birnbaum
- 2019: Kranke Geschäfte
- 2019, 2022: In aller Freundschaft – Die jungen Ärzte (Fernsehserie, verschiedene Rollen, 2 Folgen)
- 2019: Wir sind die Welle (Fernsehserie, 3 Folgen)
- 2019: Rampensau (Fernsehserie, 5 Folgen)
- 2019: Tatort: Ein Tag wie jeder andere
- 2020: Tatort: Ein paar Worte nach Mitternacht
- 2020: Das Quartett: Das Mörderhaus (Fernsehreihe)
- 2020: Sechs auf einen Streich – Das Märchen vom goldenen Taler (Fernsehreihe)
- 2020: Stubbe – Von Fall zu Fall: Tödliche Hilfe (Fernsehreihe)
- 2020: Kinder und andere Baustellen
- 2021: Neben der Spur – Schließe deine Augen (Fernsehreihe)
- 2021: SOKO Hamburg (Fernsehserie, Folge Schäferstündchen)
- 2021: Erzgebirgskrimi – Der letzte Bissen (Fernsehreihe)
- 2022: Bettys Diagnose (Fernsehserie, Folge Kleine und große Lügen)
- 2022: Der Ranger – Paradies Heimat: Zusammenhalt (Fernsehreihe)
- 2022: Honecker und der Pastor (Fernsehfilm)
- 2022: Wilsberg: Fette Beute (Fernsehreihe)
- 2023: Gestern waren wir noch Kinder (Fernsehserie)
- 2023: SOKO Wismar (Fernsehserie, Folge Schiff ahoi)
- 2023: Blood & Gold
- 2023: Mein Traum, meine Geschichte (Fernsehserie, ARTE)
- 2023: Zwei Weihnachtsmänner sind einer zu viel (Fernsehfilm, ZDF)
- 2023: Morden im Norden (Episode: Die Tote im Zirkus)
- 2024: Mord oder Watt? – Für Immer Matjes (Fernsehreihe)
- 2025: Einspruch, Schatz! – Überraschungsgäste (Fernsehreihe)
- 2025: Einspruch, Schatz! – Schwesterherz (Fernsehreihe)

## Hörspiele
- 2014: Steffen Thiemann: Sandsack – Regie: Thomas Wolfertz (MDR)
- 2017: Hörspielproduktion: Lutherland – Regie: Stefan Kanis (MDR Kultur)
- 2021: Teresa Dopler: Unsere blauen Augen (Quittenbaum) – Regie: Stefan Kanis (MDR)